# Listă de pictori britanici
Aceasta este o listă a pictorilor britanici.

## Ordine alfabetică
Cuprins: Început - 0–9 A B C D E F G H I J K L M N O P Q R S T U V W X Y Z

## Pictori născuți în sec. al XVI-lea
- George Gower (cca. 1540–1596)
- Nicolas Hilliard (1547–1619)
- Sir Nathaniel Bacon (1585–1627)

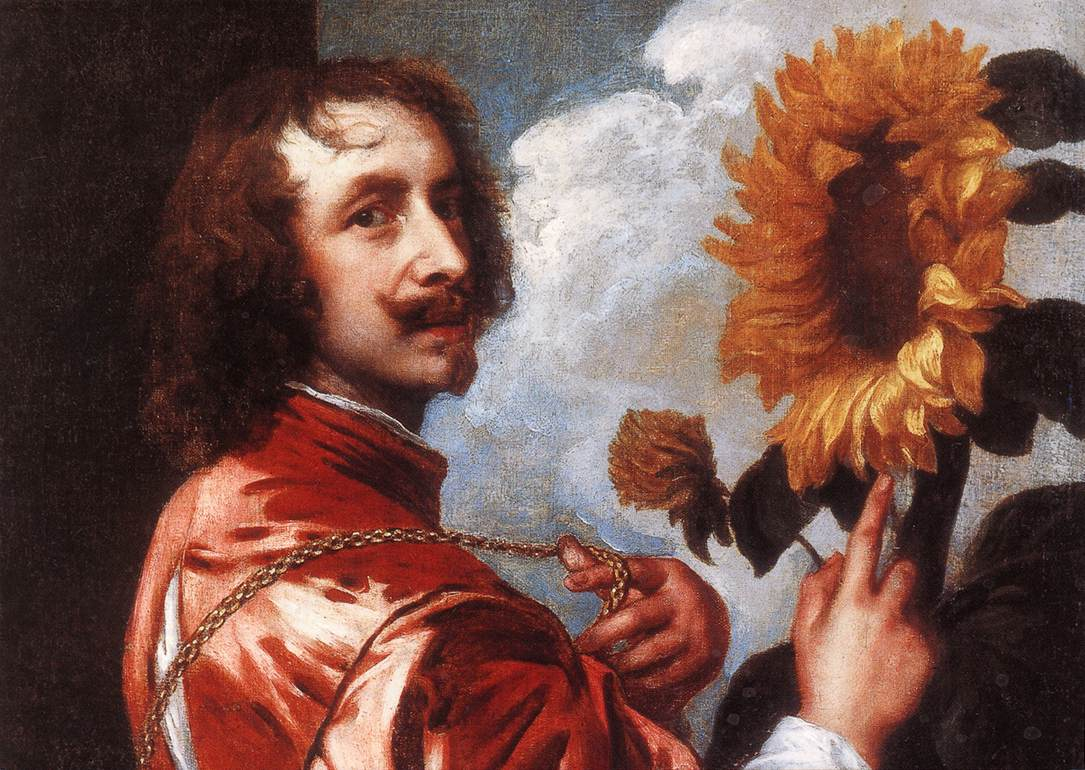
Anthony van Dyck - Autoportret

- Cornelis Janssens van Ceulen (1593–1661)
- Sir Anthony van Dyck (1599–1641) n. în Antwerpen;
- William Larkin (1580-1619)

## Pictori născuți în sec. al XVII-lea

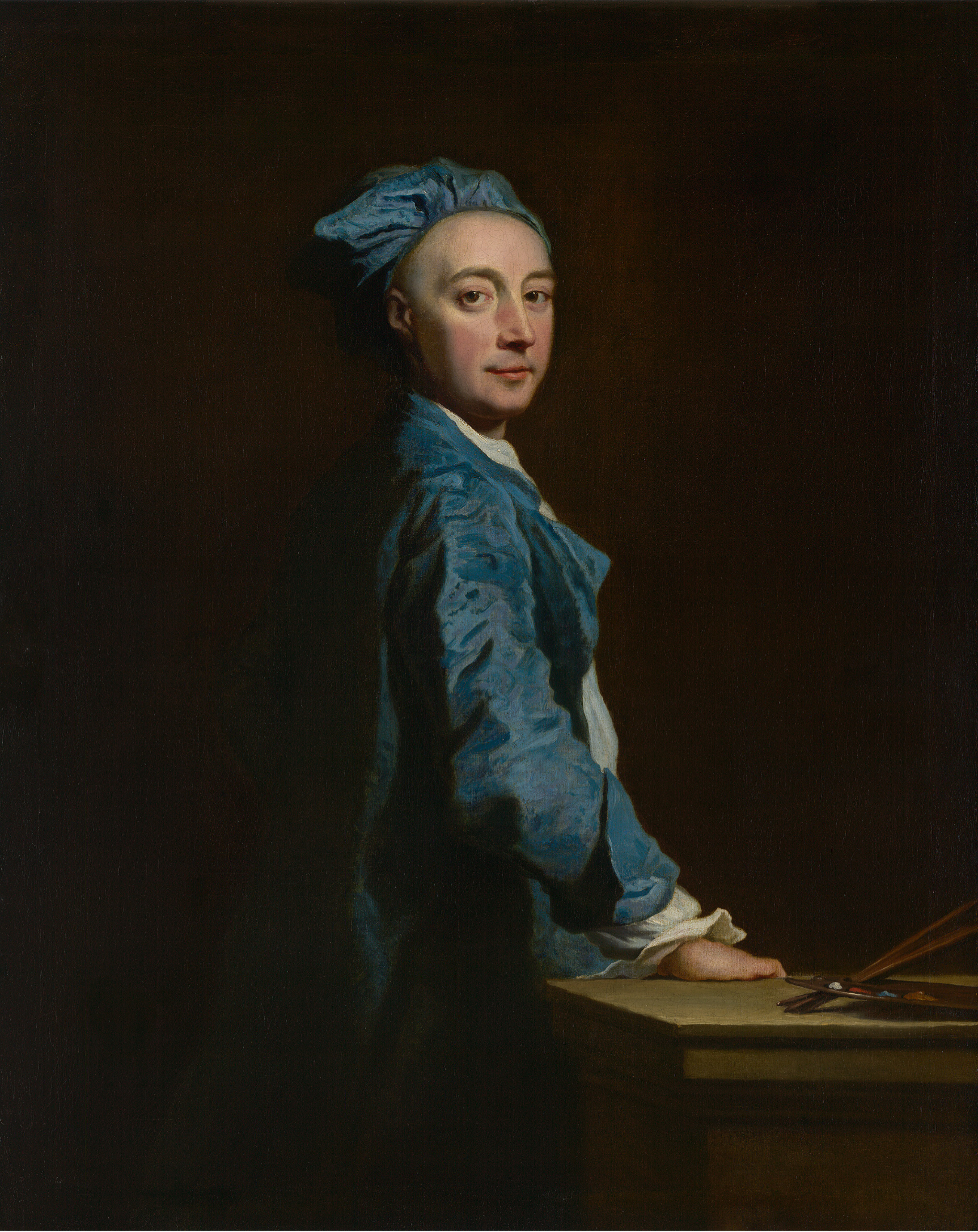
Joseph Highmore - Autoportret

- William Dobson (1610–1646)
- John Michael Wright (1617–1694)
- Peter Lely (1618–1680) –
- Sir Godfrey Kneller (1646–1723)
- Sir James Thornhill (1675–1734)
- Peter Monamy (1681–1749)
- John Wootton (1682–1764)
- Joseph Highmore (1692–1780)
- John Vanderbank (1694–1739)
- William Hogarth (1697–1764)

## Pictori născuți în sec. al IX-lea

### Pictori născuți în perioada 1800–1824
- John Hayter (1800–1895)
- Thomas Webster (1800–1886)
- Sir Edwin Henry Landseer (1802–1873)
- Thomas Sidney Cooper (1803–1902)
- John Scarlett Davis (1804–1845)
- Edwin Wilkins Field (1804–1871)
- William Knight Keeling (1807–1886)
- George Armfield (Smith)[1] (1808–1893)
- Thomas Baker (1809–1864)
- William Edward Frost (1810–1877)
- Henry Dawson (1811–1878)
- Thomas Joy (1812–1866)[2]
- Edmund John Niemann (1813–1876)
- Harry Hall (c. 1814 –  1882)
- John Absolon (1815–1895)
- James Francis Danby (1816–1875)
- Augustus Egg (1816–1863)
- Edward Matthew Ward (1816–1879)
- Henry Mark Anthony (1817–1886)
- Branwell Brontë (1817–1848)
- Richard Dadd (1817–1886)
- Thomas Danby (1817–1886)
- John Callcott Horsley (1817–1903)
- John Phillip (1817–1867)
- George Frederic Watts (1817–1904)
- Louisa Beresford (1818–1891)
- John Anster Fitzgerald (c. 1819 – 1906)
- William Powell Frith (1819–1909)
- James Sant (1820–1916)
- Ford Madox Brown (1821–1893)
- Sir Joseph Noel Paton (1821–1901)
- James Smetham (1821–1889)
- Frederick Goodall (1822–1904)
- George Hardy (1822–1909)
- William Shakespeare Burton (1824–1916)

### Pictori născuți în perioada 1825–1849
- Eleanor Vere Boyle (1825–1916)
- Frederick Daniel Hardy (1827–1911)
- William Holman Hunt (1827–1910)
- John Wharlton Bunney (1828–1882)
- George Bernard O'Neill (1828–1917)
- Dante Gabriel Rossetti (1828–1882)
- John Bagnold Burgess (1829–1897)
- Edwin Long (1829–1890)
- John Everett Millais (1829–1896)
- Lord Frederick Leighton (1830–1896)
- Arthur Hughes (1832–1915)
- Henrietta Ward (1832–1924)
- George Henry Boughton (1833–1905)
- Sir Edward Burne-Jones (1833–1898)
- Benjamin Williams Leader (1833–1921)
- Frederic Shields (1833–1911)
- William Morris (1834–1896)
- Emily Mary Osn.  (1834–1913)
- Sir Lawrence Alma-Tadema (1836–1912) –  n. în Dronrijp, Olanda
- John Atkinson Grimshaw (1836–1893)
- Walter Goodman (1838–1912)
- Charles Edward Perugini (1839–1918)
- Kate Perugini (1839–1929)
- John Clayton Adams (1840–1906)
- Philip Augustus Barnard (1840–1884)
- Albert Joseph Moore (1841–1893)
- Edwin Ellis (1842–1895)
- Sydney Prior Hall (1842–1922)
- Clara Montalba (1842–1929)
- Herbert William Weekes (1842–1914)
- Louise Jopling (1843–1933)
- Isabel Dacre (1844–1933)
- Augustus Edwin Mulready (1844–1904)
- Marie Spartali Stillman (1844–1927)
- Annie Swynnerton (1844–1933)
- Edith Corbet (1846–1920)
- Walter Greaves (1846–1930)
- Kate Greenaway (1846–1901)
- William Biscombe Gardner (1847–1919)
- Ellis Rowan (1847–1922)
- Helen Allingham (1848–1926)
- Helen Thornycroft (1848–1937)
- John William Waterhouse (1849–1917)
- John Reinhard Weguelin (1849–1927)

### Pictori născuți în perioada 1850–1874
- John Collier (1850–1934)
- Edward Robert Hughes (1851–1914)
- Laura Alma-Tadema (1852–1909)
- George Clausen (1852–1944)
- Alfred Richard Gurrey, Sr. (1852–1944)
- Charles Napier Kennedy (1852–1898)
- Walter Langley (1852–1922)
- Frank Bernard Dicksee (1853–1928)
- Edmund Blair Leighton (1853–1922)
- Alfred Robert Quinton (1853–1934)
- George Paice (1854–1925)
- Edward Wilkins Waite (1854–1924)
- Sara Page (1855–1943)
- Marianne Stokes (1855–1927)
- Alfred Wallis (1855–1942)
- Robert C. Barnfield (1856–1893)
- Jane Mary Dealy, Lady Lewis (1856–1939)
- Joseph Vickers de Ville (1856–1925)
- William Wells Quatremain (1857–1930)
- William Stott-of-Oldham (1857–1900)
- Arthur Melville (1858–1904)
- Henry Scott Tuke (1858–1929)
- Henrietta Rae (1859–1928)
- Charles W. Bartlett (1860–1940)
- Christabel Cockerell (1863–1951)
- Margaret Bernadine Hall (1863–1910)
- George Phoenix (1863–1935)
- Arthur Wardle (1864–1949)
- Anna Alma-Tadema (1865–1943)
- Arthur Lowe (1865–1940)
- John Guille Millais (1865–1931)
- Charles Spencelayh (1865–1958)
- Milly Childers (1866–1922)
- Helen Thomas Dranga (1866–1940)
- Roger Fry (1866–1934)
- Helen Beatrix Potter (1866–1943)
- Frank Brangwyn (1867–1956) –  n. în Bruges
- Aubrey Vincent Beardsley (1872–1898)
- Eleanor Fortescue-Brickdale (1872–1945)
- Alexander Scott (1872–1932)

### Pictori născuți în perioada 1875–1899
- Arthur Henry Knighton-Hammond (1875–1970)
- Sophie Atkinson (1876–1972)
- Gwen John (1876–1939)
- Frank Cadogan Cowper (1877–1958)
- Laura Knight (1877–1970)
- Frank Montague Moore (1877–1967)
- Augustus John (1878–1961)
- Vanessa Bell (1879–1961)
- John Hodgson Lobley (1879–1954)[3]
- Richard Howard Penton (1882–1960)
- Anna Airy (1882–1964)
- Wyndham Lewis (1884–1957)
- Duncan Grant (1885–1978)
- Laurence Stephen Lowry (1887–1976)
- Stanley Royle (1888–1961)
- Paul Nash (1889–1946)
- Cedric Morris (1889–1982)
- Sir Henry Rushbury (1889–1968)
- Stanley Spencer (1891–1959)
- Orovida Camille Pissarro (1893–1968)
- Cowan Dobson (1894–1980)
- Ben Nicholson (1894–1982)
- Cicely Mary Barker (1895–1973)
- George Bissill (1896–1973)

### Născuți la dată necunoscută sec IX-lea
- Edward Pritchett (fl. 1828–1864)
- Florence Claxton (fl. 1840–1879)

## Pictori născuți în sec. al XX-lea

### Născuți în perioada 1900–1949
- John Piper (1903–1992)
- Ceri Richards (1903–1971)
- Graham Sutherland (1903–1980)
- Eliot Hodgkin (1905–1987)
- Cecil Kennedy (1905–1997)
- Emmy Bridgwater (1906–1999)
- Francis Bacon (1909–1992)
- John Bridgeman (1914–2004)
- Sylvia Molloy (1914–2008)
- William Gear (1915–1997)
- Leonora Carrington (1917–2011)
- Michael Kidner (1917–2009)
- Heinz Koppel (1919–1980) –  n. în Berlin; a trăit în Liverpool
- Patrick Heron (1920–1999)
- John Christoforou (n.  1921)
- John Craxton (1922–2009)
- Lucian Freud (1922–2011)
- John Plumb (1927–2008)
- Patrick Swift (1927–1983) –  n. în Irlanda
- John Copnall (1928–2007)
- Adrian Morris (1929–2004)
- Robyn Denny (n.  1930)
- Bridget Riley (n.  1931)
- Peter Blake (n.  1932)
- Norman Douglas Hutchinson (1932–2010)
- Marc Vaux (n.  1932)
- Alexander Goudie (1933–2004)
- John Hoyland (1934–2011)
- Jeremy Moon (1934–1973)
- Ivor Davies (n.  1935)
- Ken Kiff (1935–2001)
- Patrick Caulfield (1936–2005)
- David Hockney (n.  1937)
- Tess Jaray (n.  1937)
- John Wonnacott (n.  1940)
- Robert Lenkiewicz (1941–2002)
- Sheila Mullen (n.  1942)
- Bruce McLean (n.  1944)
- Jonathon Coudrille (n.  1945)
- Ali Omar Ermes (n.  1945)
- Timothy Hyman (n.  1946)
- Edward Kelly (n.  1946)

### Născuți în perioada 1950–1999
- Nicholas Hely Hutchinson (n.  1950)
- Roy Petley (n.  1951)
- Deirdre Hyde (n.  1953)
- Peter Edwards (n.  1955)
- Jo Self (n.  1956)
- Panayiotis Kalorkoti (n.  1957)
- David Leapman (n.  1959)
- Guy Denning (n.  1965)
- Damien Hirst (n.  1965)
- George Shaw (n.  1966)
- Chantal Joffe (n.  1969)
- Justin Mortimer (n.  1970)
- Banksy (n.  c. 1974)
- Tom Palin (n.  1974)
- Stuart Pearson Wright (n.  1975)